# Summerland (Colombie-Britannique)
Pour les articles homonymes, voir Summerland (homonymie).
Summerland est une municipalité de district canadienne de la Colombie-Britannique située dans le district régional de Okanagan-Similkameen.

## Situation et climat
La municipalité est située sur la rive ouest du lac Okanagan. Elle se trouve à environ 50 km au sud de Kelowna, la plus grande ville de la région.
Son climat est tempéré et sec, avec des températures allant en moyenne de -1,5 °C en janvier à 21,4 °C en juillet.

## Histoire
La région est habitée par les Salish de l'intérieur avant la colonisation européenne. Les premiers colons arrivent vers 1880 et développent une activité agricole. Thomas Shaughnessy y crée la « Summerland Development Company » et une communauté y est fondée dans la foulée en 1906. Une gare ferroviaire y est créé en 1915.

## Démographie
| 2001   | 2006   | 2011   | 2016   |
| ------ | ------ | ------ | ------ |
| 10 723 | 10 828 | 11 280 | 11 615 |

## Économie
L'économie de Summerland est marquée par la viticulture, étant situé au sein du vignoble de la vallée de l'Okanagan. L'agriculture et l'activité économique sont également importantes pour la municipalité.